# Bjeloševac
Bjeloševac (en serbe cyrillique : Бјелошевац) est un village de Bosnie-Herzégovine. Il est situé sur le territoire de la ville de Bijeljina et dans la république serbe de Bosnie. Selon les premiers résultats du recensement bosnien de 2013, il compte 539 habitants.

## Géographie
Le village est situé entre les rivières Brezovica et Tavna, deux affluents de la Drina.

## Démographie

### Évolution historique de la population dans la localité
| 1948 | 1953 | 1961 | 1971 | 1981 | 1991 | 2013 |
| ---- | ---- | ---- | ---- | ---- | ---- | ---- |
| 690  | 721  | 756  | 756  | 689  | 639  | 539  |

|  |